# Хортон, Рэнди
Достопочтенный Кеннет Говард Рандольф «Рэнди» Хортон (англ. Kenneth Howard Randolph "Randy" Horton; родился 22 января 1945 года на острове Сомерсет Бермудских островов) — мировой судья, депутат, игрок в футбол и крикет с Бермудских Островов. В настоящее время является министром правительства Бермудских Островов. Был назван самым ценным игроком NASL в 1972 году.

## Биография
Хортон родился 22 января 1945 года на Бермудах. Он учился в колледже «Кулам» в Англии и в Ратгерском университете, США.

### Спорт

#### Крикет
Высшим достижением для Рэнди Хортона в области крикета стали выступления за клуб крикета «Вустершир Каунти». Также он представлял сборную своей страны по крикету с 1969 по 1980 годы. Хортон отклонил предложение играть в английском графстве не только в крикет, но и в футбол, за «Хаддерсфилд Таун»: он не хотел покидать родину с её тёплым климатом и возможностью получить степень бакалавра в Ратгерском университете.

#### Футбол
Хортон подписал контракт с «Нью-Йорк Космос» в 1971 году. В том же году он был назван «Новичком года» NASL и стал членом команды «Всех Звёзд» 1971 года. «Космос» выиграл чемпионат лиги в 1972 году, а Хортон был назван MVP лиги по итогам опроса среди игроков, так как он лидировал в лиге по количеству голов, забив 22 гола в 13 играх. Футболист сыграл ещё два сезона за «Космос», прежде чем вернуться на родину. В сезоне 1974/75 Хортон стал лучшим бомбардиром чемпионата Бермуд, поделив титул с Гари Даррелом (по 10 голов). В 1975 году он перешёл в «Вашингтон Дипломатс». После сезона в Вашингтоне он закончил свою карьеру, играя в NASL за «Хартфорд Байсентенниалс».
На Бермудах Хортон играл за «Сомерсет Троянс» и представлял сборную Бермудских Островов в период с 1967 по 1969 годы. Позднее он работал в качестве тренера «Сомерсет Троянс».

### Политика
Рэнди Хортон был членом парламента Бермудских островов с 1998 года, а также министром спорта и министром внутренних дел с 2003 года. Помимо этого он работал спикером парламента страны. 8 февраля 2013 года он был избран на пост спикера Палаты собрания, став первым членом оппозиционной партии, занявшим эту должность.

### Личная жизнь
Вместе со своей женой Рэнди Хортон основал компанию «Horton Limited», которая продает и распространяет по всему миру торты. Рэнди был не единственным спортсменом в семье: его сестра Элен-Кейт Хортон представляла Бермуды на соревнованиях по софтболу, а его племянницы Катура Хортон-Принчейф является первой чернокожей женщиной на Олимпийском соревновании по дайвингу.

## Награды
- 1971 — Новичок года в «Нью-Йорк Космос»;
- 1972 — Самый ценный игрок в NASL;
- 1974 — Награда самой неординарной молодой персоне Бермуд;
- 1981 — Хортон был выбран в качестве одного из десяти наиболее почитаемых взрослых на Бермудских островах по итогам ежегодной молодёжной конференции[1].